# Адах, Казимеж
Кази́меж Пётр А́дах (пол. Kazimierz Piotr Adach; 9 мая 1957, Устка) — польский боксёр лёгкой весовой категории, выступал за сборную Польши в первой половине 1980-х годов. Бронзовый призёр летних Олимпийских игр в Москве, победитель многих международных турниров и национальных первенств. Также известен как тренер и спортивный функционер.

## Биография
Казимеж Адах родился 9 мая 1957 года в городе Устка, Поморское воеводство. Первого серьёзного успеха на ринге добился в возрасте девятнадцати лет, когда в лёгком весе выиграл бронзовую медаль на чемпионате Польши. Год спустя повторил это достижение, ещё через два года взял серебро. Благодаря череде удачных выступлений удостоился права защищать честь страны на летних Олимпийских играх 1980 года в Москве — сумел дойти здесь до стадии полуфиналов, после чего со счётом 0:5 проиграл кубинцу Анхелю Эррере, который в итоге и стал олимпийским чемпионом.
Получив бронзовую олимпийскую медаль, Адах продолжил выходить на ринг в основном составе национальной сборной, принимая участие в крупнейших международных турнирах. В частности, в 1981 году он побывал на чемпионате Европы в Тампере, где, тем не менее, не смог пройти дальше отборочных раундов. В следующем сезоне впервые выиграл первенство Польши и поехал на чемпионат мира в Мюнхен — боксировал вновь без особого успеха, выпав из борьбы за медали на стадии 1/8 финала. Впоследствии участвовал в боях ещё в течение двух лет, дважды одержал победу на национальных первенствах, дважды выиграл турнир имени Феликса Штамма, но на международной арене в этот период сколько-нибудь значимых достижений не добился. В 1986 году принял решение завершить карьеру спортсмена, всего в любительском олимпийском боксе провёл 309 матчей, из них 275 выиграл, 28 проиграл, в шести случаях была зафиксирована ничья.
После завершения спортивной карьеры Казимеж Адах работал тренером в своём боксёрском клубе SKB Czarni Słupsk, затем в 2001 году занял пост президента этой организации.